# Šamši-Adad III.
Schamschi-Adad III. regierte von etwa 1515 bis 1500 v. Chr. (ultrakurze Chronologie). Nach der assyrischen Königsliste betrug seine Amtszeit als 59. assyrischer König 16 Jahre. Er war Sohn von Išme-Dagan II., Bruder des Šarma-Adad II.